# Посольство России в Австралии
Посольство России в Канберре — дипломатическое представительство Российской Федерации в Австралии, расположенное в столице государства — Канберре.
Чрезвычайный и полномочный посол Российской Федерации в Австралии Алексей Викторович Павловский по совместительству является также послом РФ в Фиджи, Науру, Вануату и Тувалу.

## История дипломатических отношений
10 октября 2013 года отмечалось 70-летие установления дипломатических отношений между Россией и Австралией.
Общая история отношений России и Австралии насчитывает более 200 лет. 16 июня 1807 года в Порт Джэксон (ныне Сидней) зашёл российский шлюп «Нева» под командованием Л. А. Гагемейстера, направлявшийся в русские колонии в Северной Америке. В то время Россия и Великобритания были союзниками в борьбе против наполеоновских войск, и губернатор колонии Новый Южный Уэльс У.Блай устроил бал в честь русских моряков.
В первой половине XIX века в Австралии побывали российские корабли, исследовавшие Антарктиду под руководством адмиралов Ф. Ф. Беллинсгаузена, М. П. Лазарева, И. Ф. Крузенштерна и М. Н. Васильева.
Первым русским учёным, открывшим Россию для Австралии, был Николай Николаевич Миклухо-Маклай. Благодаря его усилиям в Сиднее (Ватсон-Бей) была создана первая в Южном полушарии морская биологическая станция.
Первые консульские представительства России в Австралии появились после окончания Крымской войны (1853—1856 гг.) и восстановления русско-английских торговых связей. Представители коммерческих кругов Великобритании обратились в Генеральное консульство России в Лондоне с предложением учредить «в интересах торговли империи» консульские представительства России в Австралии. Вопрос об открытии русских консульств в Австралии был решён положительно, и в марте 1857 г. коммерсанты Дж. Дамион и Э. Пауль были назначены российскими нештатными вице-консулами в Мельбурне и Сиднее соответственно.
В конце XIX века Россия расширяла сеть дипломатических представительств в разных странах, закрепляя свои политические и торговые позиции в мире. Высочайшим указом по Министерству иностранных дел Российской империи в июле 1893 года первым штатным консулом в Мельбурн был назначен А. Д. Путята. В начале XX века сеть российских консульских учреждений в Австралии расширилась и уже охватывала Сидней, Брисбен, Дарвин, Хобарт, Ньюкасл, Перт и Порт-Пири. Первым Генеральным консулом России в Австралии был назначен М. М. Устинов в 1903 году.
После Октябрьской революции 1917 года в России официальные связи были разорваны. Однако отсутствие дипломатических контактов не мешало развитию торгово-экономических связей: в 1920-х гг. СССР закупал в Австралии шерсть, пшеницу и цветные металлы.
Официальные дипломатические отношения между СССР и Австралией на уровне посольств были установлены в период Второй мировой войны, когда СССР и Австралия были союзниками в войне против стран Оси. 10 октября 1942 года состоялся обмен соответствующими посланиями между Народным комиссаром иностранных дел СССР В. М. Молотовым и Министром иностранных дел Австралии Х.Эваттом.
В послевоенные годы, в период холодной войны дипломатические отношения между двумя странами переживали периоды охлаждения. Вплоть до начала 1990-х гг. отношения между Австралией и Советским Союзом развивались непросто. Тем не менее, по мере нарастания взаимной заинтересованности в налаживании более активных политических и торгово-экономических связей Москва и Канберра начали пересматривать свои подходы друг к другу.
После распада СССР 26 декабря 1991 года Австралия объявила о признании России в качестве государства — продолжателя СССР.
В постсоветский период российско-австралийские отношения развиваются достаточно динамично. Расширяются политические контакты, в том числе на самом высоком уровне.